# Orfa
Orfa (Orbadens rekreations- och fritidsanläggning) är ett stugområde utanför Orbaden i Bollnäs kommun i Hälsingland.
Stugområdet och centralstugan byggdes under 1970-talet, då man öppnade en skidbacke på Åsberget. På 1980-talet, när bolaget som drev skidåkningen gick i konkurs, såldes stugorna och blev då privatägda. Idag finns runt 30 stugor på området.
Stugorna ligger på Åsbergets sluttning och från stugorna högst upp har man utsikt över Ljusnan och de kringliggande bergen, bland annat Höleklack, 351 meter över havet.